# Wuduo Shan
Wuduo Shan är ett berg i Kina. Det ligger i provinsen Henan, i den centrala delen av landet, omkring 210 kilometer sydväst om provinshuvudstaden Zhengzhou. Toppen på Wuduo Shan är 1 665 meter över havet, eller 196 meter över den omgivande terrängen. Bredden vid basen är 1,4 km.
Runt Wuduo Shan är det tätbefolkat, med 550 invånare per kvadratkilometer. Närmaste större samhälle är Baitugang, 19,5 km nordost om Wuduo Shan. I omgivningarna runt Wuduo Shan växer i huvudsak blandskog.
Genomsnittlig årsnederbörd är 886 millimeter. Den regnigaste månaden är september, med i genomsnitt 152 mm nederbörd, och den torraste är januari, med 5 mm nederbörd.